# Dipolydora bifurcata
Dipolydora bifurcata är en ringmaskart som först beskrevs av Blake 1981.  Dipolydora bifurcata ingår i släktet Dipolydora och familjen Spionidae. Inga underarter finns listade i Catalogue of Life.